# Thermus aquaticus
Thermus aquaticus denominado también Thermophilus aquaticus, es una bacteria termófila que vive en la proximidad de manantiales de agua caliente. La descubrió por primera vez Thomas D. Brock en 1969, en un manantial del parque nacional de Yellowstone. Es una bacteria gram-negativa, aerobia y heterótrofa.
Esta bacteria vive a temperaturas comprendidas entre 50 y 80 °C, gracias a que sus enzimas resisten tales condiciones. Normalmente, a esas temperaturas las proteínas constitutivas de la mayoría de los seres vivos se desnaturalizan y no vuelven a ser funcionales. Debido a esa termorresistencia, la enzima que Thermus aquaticus emplea para replicar su ADN, llamada ADN polimerasa Taq, se utiliza con frecuencia en las reacciones de PCR. En la PCR se separan las cadenas de la doble hélice del ADN mediante desnaturalización térmica a temperaturas en torno a los 95 °C, lo que conduciría a la inactivación de las DNA polimerasas ordinarias. La polimerasa Taq, en contraste, tiene su máxima actividad a 72 °C y su termoestabilidad es tal que su vida media a 95 °C es de 40 minutos, lo que la hace idónea para este tipo de procesos.